# إيان لوغير
إيان لوغير (بالإنجليزية: Ian Lougher)‏ مواليد 10 يوليو 1963 في كارديف، هو متسابق دراجات نارية ويلزي فاز بكأس جزيرة مان السياحية.

## البطولات
- كأس جزيرة مان السياحية 1990
- كأس جزيرة مان السياحية 2002
- كأس جزيرة مان السياحية 2005
- كأس جزيرة مان السياحية 2008
- كأس جزيرة مان السياحية 2009